# McCartney 3,2,1
	McCartney 3,2,1 ist eine US-amerikanische Dokumentarserie aus dem Jahr 2021, in der der britische Musiker Paul McCartney mit dem Produzenten Rick Rubin über seine Karriere und bedeutsame Momente seines Lebens spricht. Die Premiere der Dokumentarserie fand am 16. Juli 2021 auf dem US-Streamingdienst Hulu statt. Im deutschsprachigen Raum erfolgte die Erstveröffentlichung der Dokumentarserie am 25. August 2021 durch Disney+ via Star als Original.

## Handlung
Der britische Musiker, Songwriter und Komponist Sir James Paul McCartney setzt sich für ein seltenes und ausführliches Einzelgespräch mit dem legendären Produzenten Rick Rubin zusammen, um über seine bahnbrechende Arbeit mit den Beatles, den emblematischen 1970er-Jahre-Arena-Rock mit den Wings und seine 50 Jahre und mehr als Solokünstler zu sprechen. Paul und Rick treffen sich zu einem intimen Gespräch über das Songwriting, Einflüsse und persönliche Beziehungen, die die ikonischen Songs beeinflusst haben, die als Soundtracks unseres Lebens verstanden werden können.

## Mitwirkende
- Paul McCartney
- Rick Rubin

## Episodenliste
| Nr. | Deutscher Titel                                         | Originaltitel                      | Erstveröffentlichung (USA) | Deutschsprachige Erstveröffentlichung (D/A/CH) |
| --- | ------------------------------------------------------- | ---------------------------------- | -------------------------- | ---------------------------------------------- |
| 1   | Diese Dinge bringen einen zusammen                      | These Things Bring You Together    | 16. Juli 2021              | 25. Aug. 2021                                  |
| 2   | Die Noten, die sich mögen                               | The Notes that Like Each Other     | 16. Juli 2021              | 25. Aug. 2021                                  |
| 3   | Die Menschen, die wir geliebt haben, haben uns geliebt! | The People We Loved Were Loving Us | 16. Juli 2021              | 25. Aug. 2021                                  |
| 4   | Wie Professoren in einem Labor                          | Like Professors in a Laboratory    | 16. Juli 2021              | 25. Aug. 2021                                  |
| 5   | Kannst du es nicht geradliniger spielen?                | Couldn’t You Play it Straighter?   | 16. Juli 2021              | 25. Aug. 2021                                  |
| 6   | Der lange und kurvenreiche Weg                          | The Long and Winding Road          | 16. Juli 2021              | 25. Aug. 2021                                  |